# 科尔韦拉德托兰索
科尔韦拉德托兰索，是西班牙坎塔布里亚的一个市镇。总面积50平方公里，总人口2128人（2001年），人口密度43人/平方公里。